# Peugeot 206
Peugeot 206 je mali gradski automobil kojeg od 1998. proizvodi francuski proizvođač Peugeot, a dostupan je kao hatchback s troja ili petora vrata te kao karavan i coupé-cabriolet.
Kada se pojavio na tržištu, 206 je zamijenio model Peugeot 205. 206-ica se u početku prodavala isključivo kao hatchback, a bila je dostupna s tri benzinska i jednim dizelskim motorom. 2001. u paletu modela su uvrštene i karavanska inačica nazvana 206 SW te coupé-cabriolet nazvan 206 CC, a 2003. u ponudu je uvrštena i sportska inačica 206 RC, opremljena 2-litrenim benzinskim motorom snage 177 KS.
206 je diljem Europe vrlo popularan automobil, a 2002. bio je drugi najprodavaniji automobil u Velikoj Britaniji. Do 2007. proizvedeno je više od 6 milijuna primjeraka, a 206-icu je naslijedio model Peugeot 207. Na nekim se tržištima uz 207-icu od početka 2009. godine prodaje i model 206+, značajno izmijenjena inačica originalne 206-ice s prednjim krajem i dijelovima unutrašnjosti koji podsjećaju na one iz Peugeota 207.

## Karakteristike

### Dimenzije
- duljina 3835 mm
- širina 1652 mm
- visina 1426 - 1432 mm

### Ostalo
- mjenjač - ručni, 5 brzina
- pogon - prednji
- kapacitet spremnika: 50 l
- kapacitet prtljažnika: 245 l

## Peugeot 206 WRC
Peugeot 206 WRC je automobil izrađen za natjecanje u svjetskom prvenstvu u reliju na osnovi autombila Peugeot 206. Koristila ga je momčad "Peugeot Sport" (Peugeotova tvornička momčad u svjetskom prvenstvu u reliju) od sezone 1999. do 2003. Bio je povratak tvrtke u reli nakon povlačanje 1986. koje je slijedilo nakon zabrane autombila grupe B. Automobil je osigurao momčadi tri uzastopna naslova momčadskog prvaka u reliju (2000., 2001. i 2002.), dok je Marcus Grönholm osvojio titlu svjetskog prvaka u reliju 2000. i 2002.
Automobil je pogonio 2.0 L motor, s 4 cilindra i 16 ventila. Dimenzije modela: 
- međuosovinski razmak 2486mm
- duljina 4005mm
- širina 1770mm
- visina 1300mm
- težina 1230kg